# Johann Rennhofer
Johann Rennhofer (* 4. Mai 1936 in Neunkirchen) ist ein ehemaliger österreichischer Politiker (ÖVP) und Landesbeamter. Er war von 1984 bis 1993 Abgeordneter zum Landtag von Niederösterreich.
Rennhofer besuchte die Volksschule und das Gymnasium in Neunkirchen und studierte danach Forstwirtschaft an der Hochschule für Bodenkultur. Nach dem Abschluss seines Studiums mit dem akademischen Grad Dipl.-Ing. trat er 1960 in den Dienst des Landes Niederösterreich und wechselte 1968 nach Lilienfeld. Er wurde dort Hauptbezirksparteiobmann der ÖVP und fungierte von 1980 bis 1986 als Stadtrat in Lilienfeld und war danach von 1986 bis 1995 Gemeinderat. Zudem vertrat er die ÖVP vom 8. November 1984 bis zum 7. Juni 1993 im Niederösterreichischen Landtag.